# 時任宏治
時任 宏治（ときと ひろはる、1953年7月9日 - ）は宮崎県出身のプロゴルファー。

## 来歴
宮崎県立小林工業高等学校出身。
料理人を目指していたが、ゴルフの世界に身を転じ、1978年にプロ入り 。
アジアを中心にツアー活動し、1985年のマルマン日本海オープンではブライアン・ジョーンズ（オーストラリア）、杉原輝雄・重信秀人・友利勝良・中村通・前田新作に次ぐと同時に倉本昌弘・吉川一雄・土山録志を抑え、新井規矩雄と並んでの8位タイに入る。
1990年の水戸グリーンオープンで栗原孝・岩下吉久・高見和宏・佐藤英之を抑えて自身唯一の優勝を飾り、1994年のサントリーオープンを最後にレギュラーツアーから引退。
1995年から指導者に転向し、主に女子プロ育成を行う。茂木宏美を筆頭に、西山ゆかり・日下部智子など多くのプロゴルファーのコーチを務め、選手やジュニアの育成に定評がある 。
現在はアマチュアも行い、自身が所属する朝霧カントリークラブ、大渕ゴルフセンター、菊川ヒルズゴルフガーデンでレッスンを担当。
静岡県プロゴルファー会会長。

## 主な優勝
- 1990年 - 水戸グリーンオープン